# Dalia Chih
Dalia Chih (en arabe : دالية شيح), née en 1997 à Alger, est une chanteuse algérienne, devenue notoire alors qu’elle était encore adolescente par sa participation en 2012 à l’émission Arabs' Got Talent puis en 2015 à l’émission française The Voice. Poursuivant sa scolarité dans cette même période, elle y est moquée, harcelée et agressée en classe, de par sa notoriété à la télévision, mais maintient un parcours dans le monde artistique.

## Biographie
Native d’Alger, alors qu’elle est encore une adolescente de 14 ans, elle participe en 2012 à l’émission Arabs' Got Talent sur la télévision MBC, un concours dans lequel elle parvient en finale. Cette présence lui permet d’acquérir une première notoriété dans les pays arabes.  A 17 ans, cette chanteuse devient  une star dans son pays après une autre prestation remarquée, cette fois  à la Saison 4 de The Voice, sur la télévision française TF1. Si Dalia Chih ne va pas, durant cette deuxième compétition, jusqu’en finale, elle reçoit les encouragements de Florent Pagny, l’un des membres du jury de la compétition et conforte sa notoriété. Elle participe par la suite à des concerts,. 
Ce succès précoce n’a pas que des avantages. Elle est moquée, harcelée et agressée dans son établissement scolaire. Elle choisit d’effectuer une pause pendant un an, de partir aux États-Unis puis de reprendre sa scolarité dans un autre établissement en Algérie. Mais une situation similaire se reproduit. Elle décide de gagner l’Espagne. Elle y initialise plusieurs projets et devient également une influenceuse sur Instagram. Puis, après cette pause dans son parcours de chanteuse en Algérie et en France, elle revient et se produit notamment en avril 2025 au One Night in Algeria à l’Olympia de Paris.